# Świdrygały
Świdrygały – wieś sołectwa w Polsce położona w województwie mazowieckim, w powiecie grójeckim, w gminie Nowe Miasto nad Pilicą.
| SIMC    | Nazwa           | Rodzaj    |
| ------- | --------------- | --------- |
| 0629815 | Nowe Świdrygały | część wsi |

W latach 1975–1998 miejscowość administracyjnie należała do województwa radomskiego.
Przez miejscowość przepływa rzeczka Lubanka, lewobrzeżny dopływ Pilicy.